# Пожарная площадь (Выборг)
Пожарная площадь — площадь на территории Петровского микрорайона города Выборга в месте слияния Госпитальной, Михайловской и Константиновской улиц. Единственная из одиннадцати современных выборгских площадей, которая никогда официально не переименовывалась.
Площадь сформировалась в центре Выборгского форштадта — городского предместья, образовавшегося в 40-х годах XVIII века на мысу Нейтсютниеми острова Линнасаари после переселения гражданских и военных жителей города с территории, отведённой при императрице Анне Иоанновне под строительство Аннинских укреплений. Первоначальную застройку формировали деревянные офицерские дома и солдатские казармы. Название площадь получила от пожарного депо, с середины XVIII века располагавшегося на её южной стороне и выполнявшего свою функцию вплоть до 1906 года, когда на Мельничной горе было построено новое здание городской пожарной части.
С северной стороны площади разместился гарнизонный госпиталь, а с юго-западной — два кладбища (лютеранское и православное). Русское кладбище закрыли для захоронений в 1799 году. Через несколько лет остатки кладбищ были обнесены каменной оградой. Одним из самых заметных надгробных памятников была гробница из зеленоватого мрамора работы Джакомо Кваренги на могиле героя русско-шведской войны 1788—1790 годов генерала Виктора Амадея Ангальта, умершего в выборгском госпитале.
С развитием Выборга в XX веке роль Пожарной площади (фин. Palotori) возросла: на ней было устроено трамвайное кольцо. Генеральным планом Выборга 1929 года предусматривалась застройка района площади высотными домами, однако этот проект не был выполнен по причине советско-финских войн. Единственным значительным сооружением в этом районе стало пятиэтажное здание госпиталя, построенное в 1932 году по проекту архитекторов Т. Эловаары, Э. Борг и О. Сальбома в стиле функционализма.
В конце 50-х годов XX века, после принятия решения о закрытии трамвайного движения в Выборге, трамвайные пути на площади были разобраны. Также в послевоенное время были уничтожены надгробные памятники, в том числе и на могиле Ангальта (осталось только основание надгробия).